# Martial de Braquilanges
Martial Marie Pierre de Braquilanges, né à Paris le 8 décembre 1955, est un général de corps d'armée français à la retraite, ancien gouverneur militaire de Lyon.

## Biographie

### Famille
Né à Paris le 8 décembre 1955, Martial  de Braquilanges est le fils de Jean de Braquilanges, cadre commercial et de Claude Chalmin. Marié en 1985 à Élisabeth Simon, il est le père de 6 enfants.
Martial  de Braquilanges est issu de la famille de Braquilanges, originaire du Limousin, anoblie (relief), en 1720 sous la régence du duc Philippe d'Orléans (1674-1723). Les armes de la famille de Braquilanges portent d'azur à un chevron d'or accompagné de 3 croix de Saint Antoine ou tau du même. Sa devise est: Quod erigit virtus, sustinet animus. Son cri de guerre est « Aux Trois Tafs ». Elle est inscrite à l'ANF depuis 1973.

### Carrière militaire
Admis comme élève officier à l'École spéciale militaire de Saint-Cyr, dans la promotion Capitaine de Cathelineau (1976-1978), il rejoint en 1979 le 3e régiment parachutiste d'infanterie de marine, à Carcassonne où il sert deux années comme chef de section des parachutistes de combat. Il participe aux opérations au Tchad dans la mission Tacaud, puis en République centrafricaine, dans la mission Barracuda.
Après être passé  par La Réunion, il participe entre 1993 et 1994 avec le 5e régiment interarmes d'Outremer (5e RIAOM), à l'opération Iskoutir à Djibouti (Guerre de Somalie), et aux opérations Oryx et Onusom.
Il prend le commandement du 8e régiment de parachutistes d'infanterie de marine à Castres, en  (1997-1999). À sa tête, il prend part aux opérations Épervier au Tchad, Malachite au Congo et Trident en Macédoine.
Nommé général de brigade le 1er juillet 2006, il devient chef de conduite au centre de planification et de conduite des opérations extérieures (CPCO).
En 2007, il assure le commandement interarmes en Nouvelle-Calédonie. De retour en métropole, il est nommé général de division le 1er avril 2009 et prend la tête à Marseille du commandement de l’État-major de force no 3.
Élevé aux rang et appellation de général de corps d’armée le 1er août 2012, il est nommé à la même date gouverneur militaire de Lyon, officier général de zone de défense et de zone de soutien Sud-Est et officier général commandant la zone terre Sud-Est.
Il fait son « adieu aux armes » le 10 juillet 2014 au quartier Foch à Lyon, après 39 ans de carrière militaire.

## Décorations

### Intitulés
- Commandeur de la Légion d'honneur
- Grand officier de l'ordre national du Mérite
- Croix de la Valeur militaire (trois citations)
- Croix du combattant
- Médaille d'Outre-Mer
- Médaille de la Défense nationale, échelon bronze
- Médaille de reconnaissance de la Nation
- Médaille commémorative française
- Médaille de l'OTAN pour l'Ex-Yougoslavie
- Médaille des Nations unies pour ONUSOM II (Somalie)